# Авдейчик, Михаил Филиппович
Михаил Филиппович Авдейчик (1933 год, село Покровка, Красноярский край — 2003 год) — бригадир проходчиков рудника имени 40-летия ВЛКСМ Лениногорского полиметаллического комбината Министерства цветной металлургии Казахской ССР, Восточно-Казахстанская область, Казахская ССР. Герой Социалистического Труда (1981). Почётный гражданин города Риддер.

## Биография
Родился в 1933 году в крестьянской семье в селе Покровка Красноярского края. После окончания горно-металлургического техникума с 1957 года трудился на Быструшинском руднике Глубоковского района Восточно-Казахстанской области. С 1959 года — бригадир проходчиков рудника имени 40-летия ВЛКСМ Лениногорского полиметаллического комбината Министерства цветной металлургии Казахской ССР.
Первым на комбинате внедрил бригадный подряд. Бригада Михаила Авдейчика освоила технологию проходки горизонтальных выработок с применением способа щелевого вруба, что привело к значительному увеличению производительности труда в его бригаде. При прохождении крепких и вязких пород производительность труда увеличилась на десять процентов и экономия взрывчатых веществ составила 11 %. За выдающиеся трудовые достижения удостоен звания Героя Социалистического Труда указом Президиума Верховного Совета СССР от 2 марта 1981 года c вручением ордена Ленина и золотой медали «Серп и Молот».
Участвовал в работе XXI съезда КПСС. Неоднократно избирался депутатом Лениногорского совета народных депутатов.
В 1989 году вышел на пенсию. Скончался в 2003 году.

## Награды
- Герой Социалистического Труда
- Орден Трудового Красного Знамени
- Орден Октябрьской Революции

## Память
Его именем названа одна из улиц города Риддер.